# حزب محافظه‌کار (بریتانیا)
حزب محافظه‌کار (به انگلیسی: The Conservative Party) با عنوان رسمی Conservative and Unionist Party (حزب محافظه‌کار و اتحادگرا) یکی از احزاب سیاسی بریتانیا است. این حزب در حال حاضر با به دست آوردن ۳۳۰ کرسی از ۶۵۰ کرسی در انتخابات سال ۲۰۱۵ بریتانیا، حزب اکثریت در مجلس عوام بریتانیا به‌شمار می‌رود. بین سال‌های ۲۰۱۰–۲۰۱۵، تنها حزبی بود که ۳۰۴ عضو پارلمانی داشت و با ائتلاف حزب لیبرال دموکرات‌ها کشور را اداره کرد و با داشتن ۸٬۲۹۶ نماینده بزرگ‌ترین حزب دولت محلی می‌باشد.
حزب محافظه‌کار انگلیس که ریشه در حزب توری دارد، در سال ۱۸۳۴ میلادی پایه‌گذاری شده و در کنار حزب لیبرال، یکی از دو حزب حاکم در قرن نوزدهم بود. پس از کاهش بسیار آرای لیبرال‌ها در سال ۱۹۲۰، حزب کارگر رقیب اصلی محافظه‌کارها شد. ۵۷ سال از قرن بیستم، بریتانیا به دست نخست‌وزیرهای حزب محافظه‌کار رهبری شد که شامل وینستون چرچیل (۱۹۴۰–۴۵، ۱۹۵۱–۵۵) مارگارت تاچر (۱۹۷۹–۱۹۹۰) بودند. دوران تصدی تاچر منجر به آزادسازی اقتصادی گسترده‌ای گشت و حزب محافظه کار بیش از دو حزب حاکم دیگر ضد اتحادیه شد. به سبب سلطه بلندمدت محافظه‌کارها در طول سال‌های قرن بیستم، این حزب یکی از موفق‌ترین احزاب کل اروپا به‌شمار می‌رود.
این حزب با داشتن ۲۰ عضو در پارلمان اروپا، دومین حزب مشترک پارلمان بوده و عضو گروه‌های پارلمانی اصلاح‌طلب و محافظه‌کار اروپا است. همچنین در حزب اتحاد اصلاح طلبان و محافظه کار اروپا با نشان اختصاری AECR و نیز اتحادیه دموکرات بین‌الملل (IDU) عضویت دارد.
حزب محافظه‌کار دومین حزب بزرگ در پارلمان اسکاتلند و سومین در مجلس شورای ملی ولز است. محافظه‌کارها در گذشته با حزب اتحادگرای اولستر در ایرلند شمالی متحد بودند اما اکنون ایرلند شمالی حزب محافظه‌کار جداگانه‌ای دارد.

## پیشینه

### توری‌ها و ویگ‌ها
پیشینه احزاب سیاسی انگلستان به قرن هفدهم و سال‌های پس از جنگ داخلی این کشور بازمی‌گردد که «حزب سلطنت» و «حزب میهن» شکل گرفت. حزب سلطنت که چندی بعد به توری معروف شد، جوانه اولیه حزب محافظه‌کار انگلیس به‌شمار می‌رود و هنوز هم حزب محافظه‌کار را با نام توری می‌شناسند. گروه دیگری که در مقابل توری‌ها شکل گرفت «ویگ» ها یا آزادی‌خواهان بودند. تا نیمه قرن نوزدهم، عرصه سیاسی انگلستان در اختیار این دو گروه بود. آن‌ها احزاب سیاسی به معنای مدرن نبودند بلکه بیشتر ائتلاف‌هایی ناپایدار قلمداد می‌شدند که بر اساس منافع برخی افراد و گروه‌های خاص شکل می‌گرفتند. ویگ‌ها به طبقه نوظهور ثروتمندان صنعتی شهری و تاجران، و توری‌ها به اشراف زمیندار و کلیسای انگلیس و اسکاتلند نزدیک بودند. از نیمه دوم قرن نوزدهم توری‌ها به حزب محافظه‌کار تبدیل شدند و ویگ‌ها هم حزب لیبرال را تشکیل دادند.

### حزب محافظه‌کار و اتحادگرا
از منظر تاریخی حضور این حزب به قرون ۱۷ و ۱۸ یعنی زمانی که هنوز احزاب شکل نگرفته بودند بازمی‌گردد. ریشه اصلی این حزب گروه توری است که جمعیتی طرفدار شاه و کلیسا بودند و به همین دلیل به عنوان حزبی طرفدار سلطنت شناخته می‌شدند. در سال ۱۸۳۴ سر رابرت پیل اولین حکومت محافظه کار را تشکیل داد و در سال ۱۹۱۲، هنگامی که گروهی از لیبرال‌ها به این حزب در مخالفت با حزب خود در خصوص تصویب حاکمیت داخلی ایرلند پیوستند، این حزب رسماً به نام محافظه کار و وحدت گرا تغییر نام داد. نام‌گذاری این حزب منعکس‌کننده سیاست سال‌های ۱۹۱۲ ۱۸۸۹ انگلستان مبنی بر حفظ وحدت بریتانیای کبیر و جزیره ایرلند و مخالفت با ملی‌گرایی ایرلندی و تمایلات جمهوریخواهانه بوده‌است. این حزب حمایت خود را عمدتاً از طبقه متوسط و جماعت کارمندان و از مناطق ثروتمند انگلستان کسب می‌کند. همچنین توانسته حمایت کارگران ماهر و گروه‌های کم درآمد را نیز به دست آورد. طی جنگ جهانی اول حزب محافظه کار در دولت ائتلافی شکل گرفت و این حزب تحت رهبری وینستون چرچیل در این ائتلاف حضور یافت.
این حزب بر این اعتقاد است که دولت نقش مثبتی در فراهم ساختن امکانات رفاهی، نیل به اشتغال کامل و حمایت از فقرا و تهیدستان جامعه بر عهده دارد. اما از سوی دیگر خواهان ایفای نقش کمتری از سوی دولت در اقتصاد به دلیل کاهش هزینه و بودجه‌های دولت، افزایش دخالت بخش‌های خصوصی و حوزه‌های گسترده‌تر برای فعالیت بازار آزاد و ابتکارات فردی است. براین اساس حزب محافظه کار اعتقاد به حفظ اجماع پس از جنگ به عنوان تنها راه مدیریت کشور داشت. با اتخاذ چنین تدابیری، حزب توانست قدرت را از سال ۱۹۵۱ تا ۱۹۶۴ به دست گیرد. در این مقطع نحوه اداره هیئت دولت از سوی چرچیل تقلیدی از خط مشی دوران جنگ بود. اختیارات گسترده‌ای به تنی چند از وزیران برگزیده واگذار شد تا همچون لردهای ارشد سیاسی در سیاستگذاری‌ها نقش گسترده‌ای ایفا کنند. به دنبال پیروزی قطعی حزب محافظه کار در انتخابات مه ۱۹۵۵ رهبری حزب به دنبال بیماری و کناره‌گیری چرچیل از صحنه سیاست بر عهده آنتونی ایدن قرار گرفت.
دولت محافظه کار مارگارت تاچر نیز در سال ۱۹۷۹ تشکیل شد که در این دولت برنامه‌های اجتماعی و اقتصادی راست رادیکال اجرا شد و همچنین اصلاحاتی برای مهار قدرت اتحادیه‌های تجاری به جهت افزایش انتخاب فردی در درون ساختار دولت رفاه و کاهش نقش اقتصادی دولت انجام شد. در درون حزب محافظه کار سه سنت فکری وجود داشت؛ یکی از این گرایش‌ها به عنوان دموکراسی توری شناخته می‌شد و دیگر گرایش این حزب اقتصاد لیبرالی بازار آزاد یا جناح راست بود. سنت گرایان محافظه کار سومین گروه فکری این حزب را تشکیل می‌دادند. اصول مشترک محافظه کار در سیاست داخلی اعتقاد به آزادی فردی تحت حاکمیت قانون است. در مسائل سیاست خارجی نیز این حزب همواره خواستار حمایت از گسترش نفوذ، اعتبار و منافع انگلستان، موقعیت دفاعی برتر و مدعی حمایت از نظم و قانون بوده‌است، البته در این کتاب برای بررسی نگرش حزب محافظه کار در عرصه سیاست خارجی سیاست‌های این حزب در زمان انتخابات ۲۰۰۱ تا ۲۰۰۵ نیز مورد بررسی قرار گرفته‌است.